# Equity Tournament 1974
L'Equity Tournament 1974 è stato un torneo di tennis. È stata la 2ª edizione dell'Equity Tournament, che fa parte del Commercial Union Assurance Grand Prix 1974. Si è giocato a Washington negli Stati Uniti, dall'1 al 7 aprile 1974.

## Campioni

### Singolare
Vijay Amritraj ha battuto in finale  Karl Meiler con il punteggio di 6–4, 6–3